# Мерошув
Мерошув (пол. Mieroszów, нем. Friedland)  —  город  в Польше, входит в Нижнесилезское воеводство,  Валбжихский повят.  Имеет статус городско-сельской гмины. Занимает площадь 10,32 км². Население 4585 человек (на 2004 год).

## История

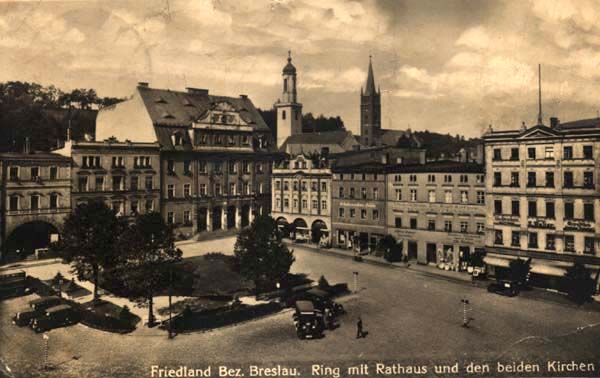
Рынок